# Crystal
«Crystal» (рус. Кристалл) — песня британской группы New Order, выпущенная на сингле в 2001 году в преддверии альбома «Get Ready». Сингл занял 8-е место в британском хит-параде; в США песня занял 1-место в танцевальном хит-параде. На сингле вышла укороченная версия песни с альбома «Get Ready», а также множество разных ремиксов.
Это был первый за 8 лет новый сингл группы. Как и третий альбомный сингл «Someone Like You», «Crystal» —единственно более-менее электронная композиция на «Get Ready». На песню был снят видеоклип.

## Издания

### UK CD1 — NUOCD8
1. «Crystal» (radio edit) — 4:19
2. «Behind Closed Doors» — 5:24
3. «Crystal» (Digweed & Muir 'Bedrock' Mix Edit) — 10:06

### UK CD2 — NUCDP8
1. «Crystal» (Digweed & Muir 'Bedrock' Radio Edit) — 4:16
2. «Crystal» (Lee Coombs Remix) — 8:44
3. «Crystal» (John Creamer & Stephane K Main Remix Edit) — 6:39

### UK DVD — NUDVD8
1. «Crystal» [video] — 5:19
2. «Behind Closed Doors» — 5:24
3. «Temptation» [video] — 0:30
4. «Isolation» [video] — 0:30
5. «True Faith» [video] — 0:30

### Japan CD single — WPCR-10985
1. «Crystal»
2. «True Faith» (Live, Reading Festival 1998)
3. «Temptation» (Live, Reading Festival 1998)
4. «Atmosphere» (Live, Reading Festival 1998)
5. «Isolation» (Live, Reading Festival 1998)

### US CD single
1. «Crystal» (radio edit) — 4:19
2. «Crystal» (Digweed & Muir Bedrock Radio Edit) — 4:16
3. «Crystal» (Digweed & Muir Bedrock Mix) — 12:52
4. «Crystal» (Digweed & Muir Bedrock Dub) — 10:33
5. «Crystal» (Lee Coombs Remix) — 8:44
6. «Crystal» (Lee Coombs Dub) — 7:04
7. «Crystal» (John Creamer & Stephane K Main Remix) — 3:22
8. «Crystal» (Creamer K Main Mix) — 11:25
9. «Behind Closed Doors» — 5:24

- Были выпущены 12-дюймовые синглы, содержащие разные ремиксы.

## Чарты
| Чарт (2001)                            | Наивысшее место |
| -------------------------------------- | --------------- |
| UK Singles Chart                       | 8               |
| Ирландия                               | 24              |
| U.S. Billboard Hot Dance Club Play     | 1               |
| U.S. Billboard Hot Dance Singles Sales | 3               |
| U.S. Billboard Hot Singles Sales       | 19              |
| Австралия                              | 53              |
| Германия Singles Chart                 | 39              |